# Neusa Maria Faro
Neusa Maria Ferreira Rosa, mais conhecida como Neusa Maria Faro, (Sorocaba, 18 de fevereiro de 1945 – São Paulo, 7 de julho de 2023) foi uma atriz, compositora, escritora, autora, dubladora e pianista brasileira. Formada em Arte Dramática pela Universidade de São Paulo, ficou nacionalmente conhecida por interpretar a divertida "Divina Santini" na telenovela Alma Gêmea, em 2005, passando a trabalhar em muitos projetos do autor Walcyr Carrasco.

## Biografia
Neusa Maria Ferreira Rosa, ou Neusa Maria Faro, nasceu em Sorocaba em 18 de fevereiro de 1945. Aos dezenove anos abandona a ideia de ser pianista e resolve ser atriz. Muda-se para São Paulo para estudar pela Escola de Arte Dramática da USP. Inicialmente, dedica-se somente ao teatro. Em 1989, é descoberta pelos curtametragistas e atua em quatro películas entre 1989 e 1993, sendo sua estréia em 1989 em "Quase Tudo".
Sua estréia na televisão foi em 1974, atuando no Teleteatro da TV Cultura e, posteriormente, no Telecurso em 1975.
Além de atriz, Neusa também foi dubladora e participou de alguns poucos trabalhos na década de 1980 para o estúdio de dublagem paulista Álamo. Dublou Apple no desenho Zillion, Kilmaza em Jaspion e diversos personagens no Changeman.
Em 1983, no Teatro Brasileiro de Comédia (São Paulo) atua como a professora Dalva na tragicomédia A Noite das Mal Dormidas, de Niels Petersen, ao lado de Mirian Mehler, Vera Mancini e Fernando Ozio, direção de Álvaro Guimarães, cenografia e figurinos de Flavio Phebo. Em 2007, encena a peça Às Favas com os Escrúpulos, ao lado de Juca de Oliveira, Bibi Ferreira e Adriane Galisteu, sob a direção de Jô Soares.
Em 1995 voltou à televisão na novela A Idade da Loba, na Rede Bandeirantes. Em 1996 atuou na minissérie Irmã Catarina, na CNT. E em 1997 integrou o elenco da novela Direito de Vencer, na Rede Record.
Se destacou na novela Chiquititas, no SBT, mas seu principal trabalho na televisão foi em Alma Gêmea, é uma das atrizes preferidas de Walcyr Carrasco sendo que já atuou em 6 de suas novelas. De Walcyr Carrasco atuou em Fascinação, Alma Gêmea, Caras & Bocas, Morde & Assopra, Amor à Vida e uma participação em Êta Mundo Bom.
Em 1998 fez uma pequena participação na novela das oito da Rede Globo, Torre de Babel, como uma nada amigável presidiária que ameaça Angela Vidal (Cláudia Raia) na cadeia.
No SBT participou das novelas Amor e Ódio (2001), Pequena Travessa (2002) e Seus Olhos (2004). Em 2005 transferiu-se para a Globo, estreando em Alma Gêmea interpretando a cômica dona de pensão Divina, que caiu no gosto popular com o bordão "Oswaldo, não fale assim com a mamãe !"  Oswaldo (Fúlvio Stefanini) sempre brigava com sua mãe Ofélia (Nicete Bruno).
Na novela O Profeta de Ivani Ribeiro em 2006, interpretou a doce governanta Teodora. Depois de três anos afastada da televisão, entrou para o elenco de Caras & Bocas interpretando a a governanta engraçada e trambiqueira Mercedes. No ano seguinte, 2010, faz uma participação especial na reta final da novela Cama de Gato, com um papel feito especialmente para ela, interpretou Gioconda, irmã rica e perua de Genoveva (Rosi Campos).
Em 2011 repetiu outra parceria com Walcyr Carrasco, desta vez na novela das sete Morde & Assopra interpretando a empregada da casa de Ícaro, Palmira. No mesmo ano fez uma participação especial, em A Vida da Gente, como Dolores. A irmã de Wilson que tirou o juízo de Iná, personagem de Nicette Bruno.
Em 2012 interpretou Dona Arminda a melhor amiga de Gabriela (Juliana Paes), na novela das onze Gabriela de Walcyr Carrasco. Em 2013 estreou no horário nobre na novela Amor à Vida de Walcyr Carrasco, como a enfermeira Ciça, no começo da novela Neusa tinha apenas pequenas cenas no Hospital San Magno, mas seu personagem cresceu quando Paloma (Paolla Oliveira) a contratou para cuidar de Paulinha (Klara Castanho) e as duas são sequestradas pela vilã boliviana Alejandra (Maria Maya).
Em 2016 chegou a gravar cenas como a atriz de radionovelas Olimpía Castelar na novela das seis Êta Mundo Bom!, de Walcyr Carrasco, porém, foi substituída devido a um problema de saúde que sofreu pouco antes do início da trama, sendo substituída por Rosane Gofman. No entanto, uma pequena cena com a presença de Neusa foi mantida no primeiro capítulo como forma de homenagea-la.

## Morte
Neusa Maria faleceu em 7 de julho de 2023. A morte foi confirmada por amigos próximos, a atriz estava internada em um hospital de Valinhos, São Paulo para tratar uma trombose.

## Filmografia

### Televisão
| Ano  | Título                          | Papel                            | Notas                                       |
| ---- | ------------------------------- | -------------------------------- | ------------------------------------------- |
| 1974 | Teleteatro                      | Cacilda                          | Episódio: "O Enfermeiro"                    |
| 1974 | Teleteatro                      | —                                | Episódio: "O Homem que Alopava"             |
| 1975 | Telecurso                       | Vários personagens               |                                             |
| 1976 | Teleteatro                      | —                                | Episódio: "Vestido de Noiva"                |
| 1995 | A Idade da Loba                 | Dira Augusta Menezes             |                                             |
| 1996 | Irmã Catarina                   | Zenáide                          |                                             |
| 1997 | Direito de Vencer               | Ana                              |                                             |
| 1997 | Chiquititas                     | Valentina                        | 1ª Temporada                                |
| 1998 | Fascinação                      | Elza                             |                                             |
| 1998 | Torre de Babel                  | Leda                             | Participação especial                       |
| 2001 | Amor e Ódio                     | Gilda Torres Castro Pompílio     |                                             |
| 2002 | Pequena Travessa                | Abelarda                         | Episódios: "4–6 de novembro"                |
| 2004 | Seus Olhos                      | Giselda Mendonça Antunes         |                                             |
| 2005 | Alma Gêmea                      | Divina Santini                   |                                             |
| 2006 | O Profeta                       | Teodora Marcondes                |                                             |
| 2009 | Caras & Bocas                   | Mercedes Ribeiro                 |                                             |
| 2010 | Cama de Gato                    | Gioconda Amâncio                 | Episódios: "2 de abril–9 de abril"          |
| 2011 | Morde & Assopra                 | Palmira                          |                                             |
| 2012 | A Vida da Gente                 | Dolores                          | Episódios: "28–30 de janeiro"               |
| 2012 | Gabriela                        | Dona Arminda                     |                                             |
| 2013 | Amor à Vida                     | Maria Cecília Esteves (Ciça)     |                                             |
| 2014 | Animal                          | Maria Anunciação (Maria Pequena) |                                             |
| 2016 | Êta Mundo Bom!                  | Mulher no enterro                | Episódio: "18 de janeiro"                   |
| 2023 | Companhias do Teatro Brasileiro | Ela mesma                        | Episódio: "Companhia Estável de Repertório" |

### Cinema
| Ano  | Título                    | Papel           | Notas                   |
| ---- | ------------------------- | --------------- | ----------------------- |
| 1989 | A Inútil Morte de S. Lira | Mãe             | curta-metragem          |
| 1990 | A Idade sem Razão         | —               | curta-metragem          |
| 1990 | Quase Tudo                | —               | curta-metragem          |
| 1993 | Helena                    | Tia             | curta-metragem          |
| 2003 | Sete Minutos              | Espectadora     | curta-metragem          |
| 2006 | 5 Mentiras                | Dona Cachorrona | curta-metragem          |
| 2006 | Canta Maria               | Tia de Maria    |                         |
| 2011 | Família Vende Tudo        | Rosário         |                         |
| 2018 | O Segredo de Davi         | Maria           | LABRAFF de melhor atriz |
| 2021 | Nas Mãos de Quem Me Leva  | Lúcia           | [ 11 ]                  |

## Dublagens
| Ano  | Título    | Papel              | Emissora      |
| ---- | --------- | ------------------ | ------------- |
| 1987 | Zillion   | Apple              | Rede Manchete |
| 1988 | Jaspion   | Kilmaza            | Rede Manchete |
| 1988 | Changeman | Vários personagens | Rede Manchete |

## Teatro[12]
- 1975 - As Feiticeiras de Salém
- 1977 - O Boné Mágico
- 1977 - O Lobinho Careca
- 1980 - As Trapaças de Satanás
- 1981 - A Aurora da Minha Vida
- 1981 - O Homem do Princípio ao Fim
- 1983 - A Noite das Mal Dormidas
- 1983 - O Gato Malhado e a Andorinha Sinhá
- 1984 - Xadu Quaresma
- 1985 - Cyrano de Bergerac
- 1986 - Nostradamus
- 1987 - O Sonho Colorido de Lila
- 1988 - A Vaca Lelé (Direção)
- 1988/1989 - Noviças Rebeldes
- 1993 - Porca Miséria
- 1994 - Tartufo
- 1994 - Entrei de Gaiato
- 2007 - Às Favas com os Escrúpulos
- 2014 - A Toca do Coelho
- 2017 - Baixa Terapia
- 2022 - Gaslight – Uma Relação Tóxica

## Prêmios e indicações
| Ano  | Associações                         | Categoria              | Nomeações         | Resultado | Ref.   |
| ---- | ----------------------------------- | ---------------------- | ----------------- | --------- | ------ |
| 1977 | Prêmio Mambembe                     | Melhor Atriz           | O Boné Mágico     | Indicada  | [ 13 ] |
| 1988 | Prêmio APETESP                      | Melhor Espetáculo      | A Vaca Lelé       | Venceu    | [ 14 ] |
| 1988 | Prêmio APETESP                      | Melhor Direção         | A Vaca Lelé       | Venceu    | [ 14 ] |
| 2005 | Prêmio Qualidade Brasil             | Melhor Atriz Revelação | Alma Gêmea        | Indicada  |        |
| 2014 | Troféu Top of Business              | Destaque Nacional      | Amor à Vida       | Venceu    | [ 15 ] |
| 2019 | Los Angeles Brazilian Film Festival | Melhor Atriz           | O Segredo de Davi | Venceu    |        |